# Sicherungshypothek
Die Sicherungshypothek ist als Unterart der Hypothek ein Grundpfandrecht, das zur Sicherung von bestimmten Forderungen dient und bei dem die Eintragung im Grundbuch im Hinblick auf die gesicherte Forderung ohne Belang ist.

## Allgemeines
Zunächst stellt sich die Frage, warum das Gesetz in § 1184 Abs. 1 BGB die Form der Sicherungshypothek vorsieht, obwohl es doch bereits in §§ 1113 ff. BGB die Hypothek ausführlich regelt. Um beide voneinander zu unterscheiden, hat sich im Rechtsverkehr für die letztere der Begriff der Verkehrshypothek eingebürgert; das Gesetz nennt sie in § 1186 BGB „gewöhnliche Hypothek“. Die Sicherungshypothek ist für besondere Fälle vorgesehen, bei denen die Verkehrshypothek dem Gesetzgeber als ungeeignet erschien. Wesentliches Merkmal der Sicherungshypothek ist ihre absolute Abhängigkeit (Akzessorietät) von der gesicherten Forderung, zu deren Beweis sich der Hypothekengläubiger nicht auf die Eintragung im Grundbuch berufen kann. Deshalb ist § 1138 BGB (öffentlicher Glaube) für die Sicherungshypothek nach § 1185 Abs. 2 BGB ausgeschlossen. Die sich bereits hieraus ergebende Beschränkung der Verkehrsfähigkeit der Sicherungshypothek wird durch den Ausschluss eines Hypothekenbriefs verstärkt, § 1185 Abs. 1 BGB.

## Arten
Begründet das Gesetz selbst eine Hypothek, so wählt es die für den Grundstückseigentümer günstigere Sicherungshypothek.
- Kraft Gesetzes entsteht eine zivilrechtliche Sicherungshypothek in folgenden Fällen:
  - Der Bauunternehmer kann gemäß § 650e BGB für seine Forderungen aus dem Bauvertrag die Einräumung einer Sicherungshypothek an dem Baugrundstück des Auftraggebers verlangen.
  - Der Inhaber einer Schiffswerft kann für seine Forderungen aus dem Bau oder der Ausbesserung eines Schiffes die Einräumung einer Schiffshypothek an dem Schiffsbauwerk oder dem Schiff des Bestellers gemäß § 647a BGB  verlangen.
  - Für Bauhandwerker sieht § 650f Abs. 4 BGB eine Bauhandwerker-Sicherungshypothek für noch nicht bezahlte Werklohnforderungen an dem Baugrundstück des Auftraggebers vor, soweit sie für seinen Vergütungsanspruch keine anderweitige Sicherheit erhalten haben.
  - Die Form der Wertpapierhypothek ist vorgesehen, wenn sie für Forderungen aus Inhaber- oder Orderpapieren, insbesondere für Inhaberschuldverschreibungen (§ 1187 Satz 1 und 2 BGB) bestellt wird. Werden also Schuldverschreibungen vom Emittenten oder andere Inhaber- und Orderpapiere vom Aussteller durch Grundpfandrechte besichert, kommt nur die Sicherungshypothek in Frage.
  - Als Höchstbetragshypothek (§ 1190 Abs. 3 BGB), wenn nur der Höchstbetrag, bis zu dem das Grundstück haften soll, festgelegt und in das Grundbuch eingetragen wird, der genaue Umfang der Hypothek jedoch der späteren Feststellung der gesicherten Forderung vorbehalten bleibt.
- Im Zwangsvollstreckungsrecht gibt es die
  - Zwangshypothek: Nach § 866 Abs. 1 ZPO erfolgt die Zwangsvollstreckung in ein Grundstück auf drei Arten, nämlich durch Zwangsversteigerung, Zwangsverwaltung oder durch Eintragung einer Sicherungshypothek für die Forderung. Auf Antrag des Gläubigers trägt das Grundbuchamt die Zwangshypothek auf der Grundlage eines vollstreckbaren Titels ein (§ 867 Abs. 1 ZPO).
  - Arresthypothek: ist eine Höchstbetragshypothek, die nicht zur Befriedigung des Gläubigers dient, sondern zur Sicherung der Zwangsvollstreckung in das unbewegliche Vermögen wegen einer Geldforderung (§§ 932, § 916 Abs. 1 ZPO).
  - Sicherungshypothek kraft Surrogation (§ 848 Abs. 2 Satz 2 ZPO): Die Surrogationshypothek ist die Folge der Erfüllung eines verpfändeten oder gepfändeten Anspruchs auf Übereignung eines Grundstücks oder Schiffs (§ 1287 Satz 2 BGB). Sie entsteht im Zeitpunkt des Eigentumsübergangs und ersetzt den bei beweglichen Sachen vorgesehenen Herausgabeanspruch des Gläubigers (§§ 848 Abs. 2, § 847a Abs. 2 ZPO).
  - Sicherungshypothek gegen den Ersteher des Grundstücks in der Zwangsversteigerung: Erbringt der Ersteher das Bargebot im Versteigerungstermin nicht, wird diese Forderung gegen den Ersteher auf die Berechtigten übertragen (§ 118 ZVG) und diese Forderung durch Sicherungshypothek auf dem versteigerten Grundstück gesichert (§ 128 Abs. 1 ZVG).
  - Die steuerrechtliche Zwangshypothek: Das Steuerrecht bezieht sich in § 322 Abs. 1 AO bei der Vollstreckung in das unbewegliche Vermögen des Steuerpflichtigen auf die Vorschriften für die Zwangshypothek. Der Staat kann damit rückständigen Steuern des Steuerpflichtigen zunächst durch Zwangshypothek sichern, aber auch – im Falle der Nichtzahlung – durch Grundstücksversteigerung eintreiben.

## Besonderheiten

### Nicht verkehrsfähig
Die Sicherungshypothek ist eine reine Buchhypothek (§ 1185 Abs. 1 BGB), über die kein Hypothekenbrief ausgestellt werden kann. Deshalb ist sie nicht verkehrsfähig, kann also nicht wie eine Briefhypothek übertragen werden. Diese mangelhafte Verkehrsfähigkeit macht sie für Kreditinstitute zu keinem geeigneten Kreditsicherungsmittel, auch die §§ 406 ff. BGB spielen hierbei eine große Rolle. So ist es bei der Sicherungshypothek möglich, auch Einwendungen (und nicht nur Einreden wie bei der Verkehrshypothek) aus dem alten (ersten) Schuldverhältnis geltend zu machen. Im Grundbuch muss die Sicherungshypothek ausdrücklich als solche bezeichnet werden (§ 1184 Abs. 2 BGB). Sie ist streng akzessorisch (§ 1184 Abs. 1 BGB) und richtet sich deshalb nach dem Bestand der gesicherten Forderung. Besondere Bedeutung hat die Sicherungshypothek bei der Sicherungsvollstreckung (Zwangshypothek). 

### Mittel der Zwangsvollstreckung
Im Wege der Zwangsvollstreckung kann der Gläubiger eine Sicherungshypothek auch gegen den Willen des Eigentümers ins Grundbuch eintragen lassen (§ 720a Abs. 1 lit. b ZPO). Voraussetzung ist ein Vollstreckungstitel, der den Bestand der Forderung beweist, die über 750 Euro liegen muss. 

### Insolvenzfestes Sicherungsmittel
Eine Hypothek, die eine Insolvenzforderung sichert, geht  durch die Erteilung der Restschuldbefreiung nicht gemäß § 1163 Abs. 1 S. 2 BGB auf den Eigentümer über. Gemäß § 301 Abs. 2 S. 1 InsO werden die Rechte der Insolvenzgläubiger aus einem Recht, das im Insolvenzverfahren zur abgesonderten Befriedigung berechtigt, durch die Restschuldbefreiung auch im Übrigen nicht berührt. Die Hypothek berechtigt zur Befriedigung aus dem belasteten Grundstück (vgl. § 1113 Abs. 1 BGB). Im Insolvenzverfahren berechtigt sie gemäß § 49 InsO zur abgesonderten Befriedigung.